# Ariadna Castellarnau Arfelis
Ariadna Castellarnau Arfelis   (Lleida, 10 de setembre de 1979) és una escriptora catalana en llengua castellana.

## Trajectòria
Ariadna Castellarnau és llicenciada en Filologia Hispànica per la Universitat de Lleida, en Teoria Literària i Literatures Comparades per la Universitat de Barcelona i va fer un màster en Humanitats a la Universitat Pompeu Fabra. De 2009 a 2016 va viure a Buenos Aires, on va treballar com a periodista per a la secció de cultura dels diaris Perfil i Página/12.
La seva primera novel·la, Quema, una distòpia composta de relats que funcionen separadament, però que junts conformen una història global, va obtenir el VI Premi Internacional Las Américas de Narrativa. El seu segon llibre, La oscuridad es un lugar, és compon de vuit contes on l'autora explica el costat tenebrós de les relacions familiars a través de la fantasia. Va ser publicat per l'editorial Destino al novembre de 2020 i el 2023, la seva traducció al francès, L’Obscurité est un lieu, va ser guardonada amb el Grand Prix de l'Imaginaire.

## Obra publicada
- Quema (Catedral, 2017, novel·la)[6][7]
- La oscuridad es un lugar (Destino, 2020, relats)